# J. Elvis Weinstein
Josh "J. Elvis" Weinstein (21 mei 1971) is een Amerikaanse schrijver en komiek. Hij is vooral bekend van zijn medewerking aan de serie Mystery Science Theater 3000.
Weinstein veranderde zijn naam in J. Elvis toen hij bij MST3K ging werken. Dit om verwarring te voorkomen met Josh Weinstein, de schrijver van de serie The Simpsons. Desondanks worden de twee nog geregeld met elkaar verward.

## Mystery Science Theater 3000
Weinstein was een van de top studenten in Joel Hodgsons klas op “Stand Up and Smartology”. Derhalve vroeg Joel hem om mee te helpen MST3K op te zetten. Weinstein was op dat moment 17 jaar oud.
Gedurende het onofficiële KTMA-seizoen en seizoen 1 vertolkte hij in de serie de rol van Dr. Laurence Erhardt, en was hij de poppenspeler/stemacteur van Tom Servo. Tevens werkte hij mee als schrijver.
Na seizoen 1 verliet hij de serie. Dit omdat de show toen steeds populairder werd en hij steeds meer moest accepteren dat anderen zijn teksten en scripts schreven.

## Werk naMST3K
Na te zijn weggegaan bij Mystery Science Theater 3000 werd Weinstein schrijver voor My Guide to Becoming a Rock Star, Malcolm and Eddie, en de NBC-dramaserie Freaks and Geeks. Hij is ook de hoofdschrijver geweest van NBC’s show Later with Greg Kinnear, en America's Funniest Home Videos.
Weinstein heeft verder veel gewerkt als stand-upkomiek. In totaal heeft hij meer dan 1000 shows opgevoerd. Hij heeft tevens material geschreven voor Garry Shandling, Dennis Miller, Roseanne Barr, Louie Anderson en andere komieken.
Vandaag de dag werkt Weinstein onder andere mee aan Joel Hodgsons serie Cinematic Titanic, samen met Trace Beaulieu, Frank Conniff en Mary Jo Pehl.